# Рожков, Иван Васильевич
Рожков Иван Васильевич (1898(1895)—1965) — генерал-майор авиации.
Принимал участие в боях за освобождении Ленинграда.

## Биография
Родился в 1895 году.
Работал в Ейском высшем военном авиационном институте.
В РККА с апреля 1918 года.
Член ВКП(б) с 1925 года.
Похоронен на Новодевичьем кладбище в Москве

### Звания и военная карьера
- Школа летчиков первоначального обучения ВВС ВМФ.
- Военно-политические курсы при 9-й кавалерийской дивизии (1920).
- Курсы усовершенствования командного состава (Новочеркасск 1926)

Апрель 1918—сентябрь 1920 — сражался на фронтах против немцев, гайдамаков, Колчака, Деникина, Петлюры.

Май 1921—декабрь 1922 — сражался против банд Антонова (Тамбовское восстание (1920—1921)), Левченко и др. 29 ноября 1939 года присвоено звание комбрига. 4 июня 1940 года присвоено звание генерал-майора авиации. В 1941-1943 годах командовал Военно-морским авиационным училищем им. И. В. Сталина.

### Награды
- Орден Ленина 28.05.1936 (Указ Президиума ВС СССР от 28.05.1936)
- Орден Ленина 21.02.1945 (Указ Президиума ВС СССР от 21.02.1945) Описание Подвига, информация по награждению
- Орден Красной Звезды 03.04.1942 (Указ Президиума ВС СССР от 03.04.1942)
- Орден Красного Знамени 03.11.1944 (Указ Президиума ВС СССР от 03.11.1944) Описание Подвига, информация по награждению
- Орден Красного Знамени 24.06.1948 (Указ Президиума ВС СССР от 24.06.1948)
- Орден Нахимова II степени 21.07.1945 (Указ Президиума ВС СССР от 21.07.1945) Описание Подвига, информация по награждению
- Орден Отечественной войны I степени 19.08.1944 (Указ Президиума ВС СССР от 19.08.1944) Информация о награждении
- Медаль «За оборону Ленинграда» 18.11.1943 Информация о награждении по другим сведениям 03.04.1942 [2] (Указ Президиума ВС СССР от 22.12.1942)
- Медаль «За победу над Германией в Великой Отечественной войне 1941—1945 гг.» 09.05.1945 (Указ Президиума ВС СССР от 	09.05.1945)
- Медаль «За победу над Японией» 30.03.1946 (Указ Президиума ВС СССР от 30.09.1945) Информация о награждении Информация о награждении